# Motordrome
Motordrome é o terceiro álbum de estúdio da cantora dinamarquesa MØ, lançado em 28 de janeiro de 2022 pela Columbia Records. Foi anunciado em novembro de 2021 através do lançamento dos singles "Brad Pitt" e "Goosebumps", e também inclui "Live to Survive" e "Kindness". Em divulgação ao disco, MØ embarcou em uma turnê pela Europa e América do Norte em fevereiro de 2022, além de lançar uma reedição do álbum em agosto de 2022, intitulado como The Dødsdrom, que incluiu quatro faixas adicionais, com "Spaceman" servindo como o primeiro single.
Motordrome recebeu críticas geralmente favoráveis, com uma pontuação de 68 no Metacritic com base em 10 avaliações. Enquanto alguns críticos elogiaram sua direção inventiva e produção energética, outros sentiram que faltou consistência. O álbum alcançou a nona posição na parada de álbuns da Dinamarca.

## Antecedentes e desenvolvimento
MØ começou a trabalhar no Motordrome para ajudar a si mesma a "sair de uma espiral descendente — sair do motor d[r]ome de sua própria mente". Ela caracterizou o álbum como sendo "sobre a tristeza e a alegria de fazer mudanças na vida" e afirmou que espera que Motordrome pareça "genuíno" para os ouvintes, no sentido de que "haja histórias ali com as quais eles possam se conectar". Ela também afirmou que "[o álbum] representa uma grande mudança na minha vida. Mesmo que eu ainda esteja fazendo o que amo, parece um novo capítulo. É assustador, mas é libertador."

## Promoção

### Singles
"Live to Survive" foi lançado como o primeiro single do álbum em  28 de maio de 2021 junto com seu videoclipe, sendo disponibilizada em vários formatos digitais e de streaming online. Dois meses depois, por meio de suas contas de mídia social, "Kindness" foi confirmado como segundo single do álbum em 17 de julho, sendo lançado em 30 de julho. O anúncio oficial do álbum ocorreu em 12 de novembro, sendo acompanhado pelo lançamento duplo dos singles "Brad Pitt" e "Goosebumps".
Junto com o álbum, "New Moon" foi lançado como quinto single em 28 de janeiro de 2022, com seu videoclipe de acompanhamento sendo dirigido pela dupla de irmãs gêmeas Fa e Fon Watkins. Em 8 de abril, um remix da música com a participação da cantora Rebecca Black foi anunciado e lançado cinco dias depois acompanhado por um vídeo lírico.
Em 17 de junho, "True Romance" foi lançado como primeiro single promocional da reedição do álbum. Intitulado The Dødsdrom Edition, o anúncio do relançamento ocorreu através de suas redes sociais em 9 de agosto; incluindo sua arte de capa e data de lançamento, com "Spaceman" servindo como primeiro single da reedição e último single do álbum. Lançado em 12 de agosto, o relançamento é dividido em duas partes; incluiu quatro faixas adicionais na primeira parte e as dez faixas da edição padrão na segunda parte. MØ revelou que o título Dødsdrom significa Motordrome em dinamarquês e acrescentou: "[esta coleção de músicas] foi escrita ao longo da minha carreira, mas também completa o universo Motordrome."

### Turnê
MØ fez o primeiro anúncio das datas da turnê Motordrome World Tour Chapter One em 12 de novembro de 2021, e as vendas de ingressos estavam disponíveis a partir de 17 de novembro de 2021. A turnê abrangeu a Europa e a América do Norte. No entanto, em 17 de dezembro, nas redes sociais, a cantora escreveu que as datas dos shows na Europa foram adiadas de fevereiro para maio devido às restrições do coronavírus. Em fevereiro, ela se apresentou como atração de abertura nos shows da etapa norte-americana na Mercury World Tour da banda Imagine Dragons. A turnê começou em 26 de fevereiro de 2022, em Chicago.[carece de fontes?]

## Recepção critica
| Críticas profissionais | Críticas profissionais |
| Pontuações agregadas   | Pontuações agregadas   |
| Fonte                  | Avaliação              |
| ---------------------- | ---------------------- |
| AnyDecentMusic?        | 6.9/10                 |
| Metacritic             | 68/100                 |
| AOTY                   | 70/100                 |
| Avaliações da crítica  |                        |
| Fonte                  | Avaliação              |
| Clash                  | 7/10                   |
| DIY                    | [ 45 ]                 |
| Dork                   | [ 46 ]                 |
| Gigwise                | [ 47 ]                 |
| NME                    | [ 48 ]                 |
| Pitchfork              | 6.2/10                 |
| Slant Magazine         | [ 50 ]                 |
| The Independent        | [ 51 ]                 |
| The Line of Best Fit   | 9/10"                  |
| The Skinny             | [ 53 ]                 |

Motordrome recebeu críticas geralmente favoráveis dos críticos musicais. No Metacritic, que atribui uma classificação normalizada de 100 para resenhas de publicações profissionais, o álbum recebeu uma pontuação média de 68 pontos de aprovação, que foram baseados em 10 resenhas recolhidas, o que indica "análises geralmente favoráveis". O site agregador de resenhas AnyDecentMusic? atendeu 13 avaliações e deu ao álbum uma média de 6,9 de 10, com base na avaliação do consenso crítico.
Escrevendo para a Slant Magazine, Charles Lyons-Burt deu ao álbum uma nota de 2,5 de 5 estrelas e escreveu: "Quando Ørsted aumenta a grandiosidade, Motordrome atinge um nível aceitável de pompa pop. Mas a maioria das melodias melodiosas da cantora parecem relativamente sem entusiasmo. No fim das contas, o álbum tem um jeito de chamar a atenção e não conseguir mantê-la." Em uma crítica positiva, Adam England, da Gigwise, afirmou que "o som de MØ pode ter evoluído para incorporar tanto seu material anterior quanto seus gostos adolescentes, mas este pode ser seu melhor álbum até agora. É um algoritmo, baby." El Hunt, da NME, declarou: "O disco nem sempre acerta o alvo" e acrescentou que "Os ganchos imensamente memoráveis no show certamente ajudam também – mas depois que o Motordrome fracassou, você ficou desejando que os motores acelerassem um pouco mais alto." Helen Brown, do The Independent, opinou que "as esteiras têm energia suficiente para manter os membros se contraindo, mas não força suficiente para afastar os espectadores das paredes". Escrevendo para a Clash, Robin Murray sentiu que "Motordrome utiliza seu intervalo de 10 faixas para abordar uma série de novas ideias; girando o dial mais uma vez, MØ é capaz de conjurar algo novo, correndo riscos que poucos colegas tentariam". Escrevendo para o The Line of Best Fit, John Amen elogiou o álbum, concluindo que "Motordrome é um deleite multifacetado e um dos primeiros candidatos ao prêmio de álbum pop do ano"."

## Alinhamento de faixas
| Motordrome — Edição padrão |                   |                                                                                               |                                                      |         |  |
| N.º                        | Título            | Compositor(es)                                                                                | Produtor(es)                                         | Duração |  |
| 1.                         | "Kindness"        | Karen Marie Ørsted Ariel Rechtshaid Jack Latham Jakob Littauer                                | Rechtshaid Jam City [a] Jim-E Stack [a] Littauer [a] | 3:14    |  |
| 2.                         | "Live to Survive" | Ørsted Caroline Ailin Samuel George Lewis Sylvester Sivertsen                                 | SG Lewis Sly                                         | 3:04    |  |
| 3.                         | "Wheelspin"       | Ørsted Littauer Ronni Vindahl                                                                 | Littauer Vindahl MØ [a]                              | 2:51    |  |
| 4.                         | "Cool to Cry"     | Ørsted Sivertsen Ailin Rechtshaid Noonie Bao Linus Wiklund                                    | Rechtshaid Jam City [a] Jim-E Stack [a] Littauer [a] | 2:51    |  |
| 5.                         | "Youth Is Lost"   | Ørsted Littauer                                                                               | Littauer                                             | 3:45    |  |
| 6.                         | "New Moon"        | Ørsted Sivertsen Ailin Bao Wiklund                                                            | Sly Lotus IV                                         | 3:14    |  |
| 7.                         | "Brad Pitt"       | Ørsted Littauer Ajay Bhattacharya Michael Pollack Daniel Schnair Mads Damsgaard Ronni Vindahl | Littauer Stint MØ [a]                                | 3:01    |  |
| 8.                         | "Goosebumps"      | Ørsted Littauer                                                                               | Littauer MØ [a]                                      | 3:16    |  |
| 9.                         | "Hip Bones"       | Ørsted Littauer Vindahl                                                                       | Vindahl Littauer [a] MØ [a]                          | 3:21    |  |
| 10.                        | "Punches"         | Ørsted Littauer Damsgaard Vindahl Søren Breum                                                 | Littauer Vindahl [a] MØ [a]                          | 3:26    |  |
| Duração total:             | Duração total:    | Duração total:                                                                                | Duração total:                                       | 32:15   |  |

| Motordrome — Faixas bônus da edição The Dødsdrom |                |                                             |                   |         |  |
| N.º                                              | Título         | Compositor(es)                              | Produtor(es)      | Duração |  |
| 1.                                               | "Spaceman"     | Ørsted Ilsey Juber Jas MannBao Oscar Holter | Holter            | 2:43    |  |
| 2.                                               | "True Romance" | Ørsted Littauer Vindahl                     | Littauer Vindahl  | 3:02    |  |
| 3.                                               | "Bad Mood"     | Ørsted Vindahl                              | Vindahl           | 3:20    |  |
| 4.                                               | "James Dean"   | Ørsted Stint Goss Tobias Laust Hansen       | Stint Goss Hansen | 2:28    |  |
| Duração total:                                   | Duração total: | Duração total:                              | Duração total:    | 43:43   |  |

Notas
- ↑a  - denota um produtor adicional.
- "Spaceman" interpola uma faixa de mesmo nome de 1995 do álbum de estreia The Boy with the X-Ray Eyes da banda Babylon Zoo.

## Desempenho nas tabelas musicais
| País — Tabela musical (2023) | Melhor posição |
| ---------------------------- | -------------- |
| Dinamarca (Hitlisten)        | 9              |